# وزارة شؤون الوطنيين وقدامى المحاربين (كوريا الجنوبية)
وزارة شؤون الوطنيين والمحاربين القدامى (هانغل: 국가보훈처) هي وزارة في حكومة كوريا الجنوبية تتختص بشؤون قدامى المحاربين. تأسست في أغسطس 1961 كوكالة شؤون الجنود.

## وصلات خارجية
- موقع الوزارة باللغة الكورية
- موقع الوزارة باللغة الإنجليزية